# ألين كراب
ألين كراب (بالإنجليزية: Allen Crabbe) مواليد 9 أبريل 1992 في لوس أنجلوس، هو لاعب كرة سلة محترف أمريكي بدأ مسيرته الاحترافية في سنة 2013 حيث تم اختياره من قبل فريق كليفلاند كافالييرز خلال الدرافت، يلعب مع فريق بورتلاند ترايل بلايزرز في الرابطة الوطنية لكرة السلة ويحمل الرقم 23. يبلغ طوله 6 قدم 6 بوصة (2.0 م).

## إحصائيات المسيرة

### الموسم الاعتيادي
| السنة   | الفريق                 | لعب | بدأ | دقيقة | ميداني% | ثلاثية | حرة  | ارتداد | صنع | استلاب | تصدي | نقطة |
| ------- | ---------------------- | --- | --- | ----- | ------- | ------ | ---- | ------ | --- | ------ | ---- | ---- |
| 2013–14 | بورتلاند ترايل بلايزرز | 15  | 0   | 6.7   | .364    | .429   | .750 | .6     | .4  | .1     | .1   | 2.2  |
| 2014–15 | بورتلاند ترايل بلايزرز | 51  | 9   | 13.4  | .412    | .353   | .750 | 1.4    | .8  | .4     | .3   | 3.3  |
| 2015–16 | بورتلاند ترايل بلايزرز | 81  | 8   | 26.0  | .459    | .393   | .867 | 2.7    | 1.2 | .8     | .2   | 10.3 |
| المسيرة | المسيرة                | 147 | 17  | 19.6  | .447    | .385   | .850 | 2.0    | 1.0 | .6     | .2   | 7.0  |

### التصفيات
| السنة   | الفريق                 | لعب | بدأ | دقيقة | ميداني% | ثلاثية | حرة  | ارتداد | صنع | استلاب | تصدي | نقطة |
| ------- | ---------------------- | --- | --- | ----- | ------- | ------ | ---- | ------ | --- | ------ | ---- | ---- |
| 2015    | بورتلاند ترايل بلايزرز | 2   | 1   | 19.5  | .800    | 1.000  | .000 | 1.5    | .5  | 1.0    | .5   | 5.0  |
| المسيرة | المسيرة                | 2   | 1   | 19.5  | .800    | 1.000  | .000 | 1.5    | .5  | 1.0    | .5   | 5.0  |

## روابط خارجية
- ألين كراب على موقع إن بي أي (الإنجليزية)
- ألين كراب على موقع سبورتس رفرنس (الإنجليزية)
- ألين كراب على موقع كرة السلة الأوروبية.كوم (الإنجليزية)
- ألين كراب على موقع إي إس بي إن.كوم (الإنجليزية)
- ألين كراب على موقع كلية كرة السلة في سبورتس رفرنس.كوم (الإنجليزية)
- ألين كراب على موقع ريلجم (الإنجليزية)
- ألين كراب على موقع بروبوليرز (الإنجليزية)
- ألين كراب على موقع سبورتس رفرنس (الإنجليزية)